# Maria Fricioiu
Maria Fricioiu (née le 16 mars 1960) est une rameuse roumaine. Elle participe aux Jeux olympiques d'été de 1984 en participant à l'épreuve du quatre barré et remporte le titre olympique en compagnie de ses compatriotes Florica Lavric, Chira Apostol, Olga Bularda et Viorica Ioja.

## Palmarès

### Jeux olympiques
- Jeux olympiques de 1984 à Los Angeles,  États-Unis
  -  Médaille d'or.